# Okres Mielec
Okres Mielec (polsky powiat mielecki) je okres v polském Podkarpatském vojvodství. Rozlohu má 880,21 km² a v roce 2019 zde žilo 136 660 obyvatel. Sídlem správy okresu je město Mielec.

## Gminy
Městská:
- Mielec

Městsko-vesnické:
- Przecław
- Radomyśl Wielki

Vesnické:
| - Borowa - Czermin - Gawłuszowice - Mielec | - Padew Narodowa - Tuszów Narodowy - Wadowice Górne |

## Města
- Mielec
- Przecław
- Radomyśl Wielki

## Sousední okresy
| Růžice kompasu | Staszów |              | Tarnobrzeg         | Růžice kompasu |
| Růžice kompasu | Dąbrowa | Sever        | Kolbuszowa         | Růžice kompasu |
| Růžice kompasu | Dąbrowa | Okres Mielec | Kolbuszowa         | Růžice kompasu |
| Růžice kompasu | Dąbrowa | Jih          | Kolbuszowa         | Růžice kompasu |
| Růžice kompasu |         | Dębica       | Ropczyce-Sędziszów | Růžice kompasu |